# 艾薩克·巴什維斯·辛格
艾薩克·巴什維斯·辛格（意第緒語：或，1902年11月21日—1991年7月24日）出生于波兰華沙的美国籍猶太人作家，使用意第緒語寫作，短篇小說家，1967年紐伯瑞獎銀牌、1978年諾貝爾文學獎得主。作品深刻描绘波兰和美国的犹太人生活。

## 生平
辛格的父親是一位猶太拉比，母親也是拉比的女兒，其家族長輩大都是拉比，所以家族一直期待他未來也能成為一位拉比。他1921年進入華沙專門栽培拉比的神學院（Tachkemoni Rabbinical Seminary）就讀，但是辛格很快就發覺自己並不合適這條路，於是他離開了神學院。1935年，由於德國納粹黨的威脅日增，眼看德軍就要佔領華沙，辛格便離開波蘭，移民美國。後來，辛格在紐約落腳，在當地的《猶太每日前進日報》（Jewish Daily Foward）擔任記者與專欄作者，這家報社使用的語言不是英文，乃是意第緒語。之後，辛格開始在《猶太每日前進日報》連載長篇小說《莫斯凱家族》（The Family Moskat），1950年該小說集結成書，同時出版意第緒語與英文，引起讀者廣大的回響，後來又再版多次，這使得他知名度大增，也成為後來他寫作出書的模式：先用意第緒語寫作，在報上發表，之後匯集成書，翻譯成英文出版。

## 作品
- 短篇小說有《市場街的斯賓諾莎》、《傻瓜吉姆佩爾》、《暫短的是星期五》等。
- 長篇小說有《撒旦在戈雷》、《莫斯卡特一家》、《莊園》、《盧布林的魔術師》、《薩莎》、《仇敵，一個愛情的故事》等。
- 「至今已發表十餘部長篇小說、十餘部短篇小說，十餘部兒童故事集，還有劇本、回憶錄。」（引用孟憲忠編著的《諾貝爾文學獎作家的人生之旅》第225頁的內容）

## 作品在台灣的出版
在台灣，作家的姓名譯作「以撒·辛格」。
- 陳蒼多/譯，《愛的尋求：以撒辛格自傳》，台北市：時報文化，1978年。
- 諾貝爾文學獎全集編譯委員會/編譯，《以撒辛格》，台北市：九華文化，1980年。
- 楊耐冬/譯，《卡夫卡的朋友：伊撒‧辛格短篇傑作集》，台北市：志文，1984年。
- 林俊德/譯，《辛格短篇小說選》，台北市：道聲，1989年。
- 黃毓秀/譯，《盧布林的魔術師》，台北市：大中國，1991年。
- 林芳瑜/譯、莫利斯‧桑塔克/繪圖，《山羊日拉德》（Zlateh the Goat and Other Stories），台北市：上誼發行，1992年。
  - 2015年由格林文化出版新譯本《山羊茲拉提》。
- 劉以鬯/譯，《莊園》，台北市：遠景，1993年。
- 陸煜泰/譯，《盧布林的魔術師》，台北市：桂冠，1994年。
- 于而彥/譯，《人渣》，台北市：業強，1994年。
- 郝廣才/譯，克里斯多福/繪圖，《海烏姆村的鯉魚》，台北市：台灣麥克，1996年。
- 劉守儀/譯，杜桑凱利/繪圖，《托弟與守財奴》，台北市：台灣麥克，1998年。
- 周蘭/譯，卡思特提斯/繪圖，《自認為是狗的貓和自認為是貓的狗》，台北市：台灣麥克，1998年。
- 郭恩惠/譯，《傻子金寶》，台北市：遊目族文化出版：城邦文化發行，2000年。
- 吳佩珊/譯，《有錢人不死的地方》，台北市：遊目族文化出版：城邦文化發行，2000年。
- 黃瑛子/譯，《蕭莎》，台北市：天下遠見，2001年。

## 其他
- 辛格是著名的素食主義者
- 辛格62岁开始为小孩子创作故事，出版了第一本童话书《山羊兹拉提》，本書榮獲1967年紐伯瑞獎銀牌。